# Bernard z Wrocławia
Bernard z Wrocławia OP (zm. 1435 r.) – duchowny katolicki. Należał do zakonu dominikanów. 23 lutego 1405 roku został prekonizowany biskupem tytularnym Callipolis i biskupem pomocniczym diecezji wrocławskiej.